# Ochotona rufescens
La pica afgana (Ochotona rufescens) es una especie de mamífero lagomorfo de la familia Ochotonidae.

## Distribución
Se encuentra en Afganistán, Armenia, Irán, Pakistán y Turkmenistán.

## Subespecies
Se reconocen las siguientes subespecies:
- Ochotona rufescens rufescens
- Ochotona rufescens regina
- Ochotona rufescens shukurovoi